# Odonterpeton triangulare
Odonterpeton triangulare és una espècie extinta de microsaure microbracomorf que va viure a finals del Carbonífer en el que actualment són els Estats Units.